# Noordwestatlantische heek
De Noordwestatlantische heek of zilverheek (Merluccius bilinearis) is een straalvinnige vis uit de familie van heken (Merlucciidae) en behoort derhalve tot de orde van kabeljauwachtigen (Gadiformes). De vis kan maximaal 76 cm lang en 2300 gram zwaar worden. De hoogst geregistreerde leeftijd 12 jaar.

## Leefomgeving
De Noordwestatlantische heek is een zoutwatervis. De vis prefereert een gematigd klimaat en leeft hoofdzakelijk in de Atlantische Oceaan. De diepteverspreiding is 55 tot 914 m onder het wateroppervlak.

## Relatie tot de mens
De Noordwestatlantische heek is voor de visserij van groot commercieel belang. In de hengelsport wordt er weinig op de vis gejaagd.